# Landelijke fietsroute 27
De Landelijke fietsroute 27 of LF27 was een LF-route in het westen van Nederland tussen Woerden en Rotterdam, een route van ongeveer 43 kilometer. Het is een relatief korte verbindingsroute en heeft daarom geen naam.
Het fietspad ligt in de provincie Zuid-Holland en verbindt de LF4 met de LF2, LF11 en LF12 in Rotterdam. Via de LF12 wordt ook de LF1 weer bereikt.
De route van Woerden naar Rotterdam heeft het nummer LF27a en de route van Rotterdam naar Woerden LF27b.